# Ледяной отель

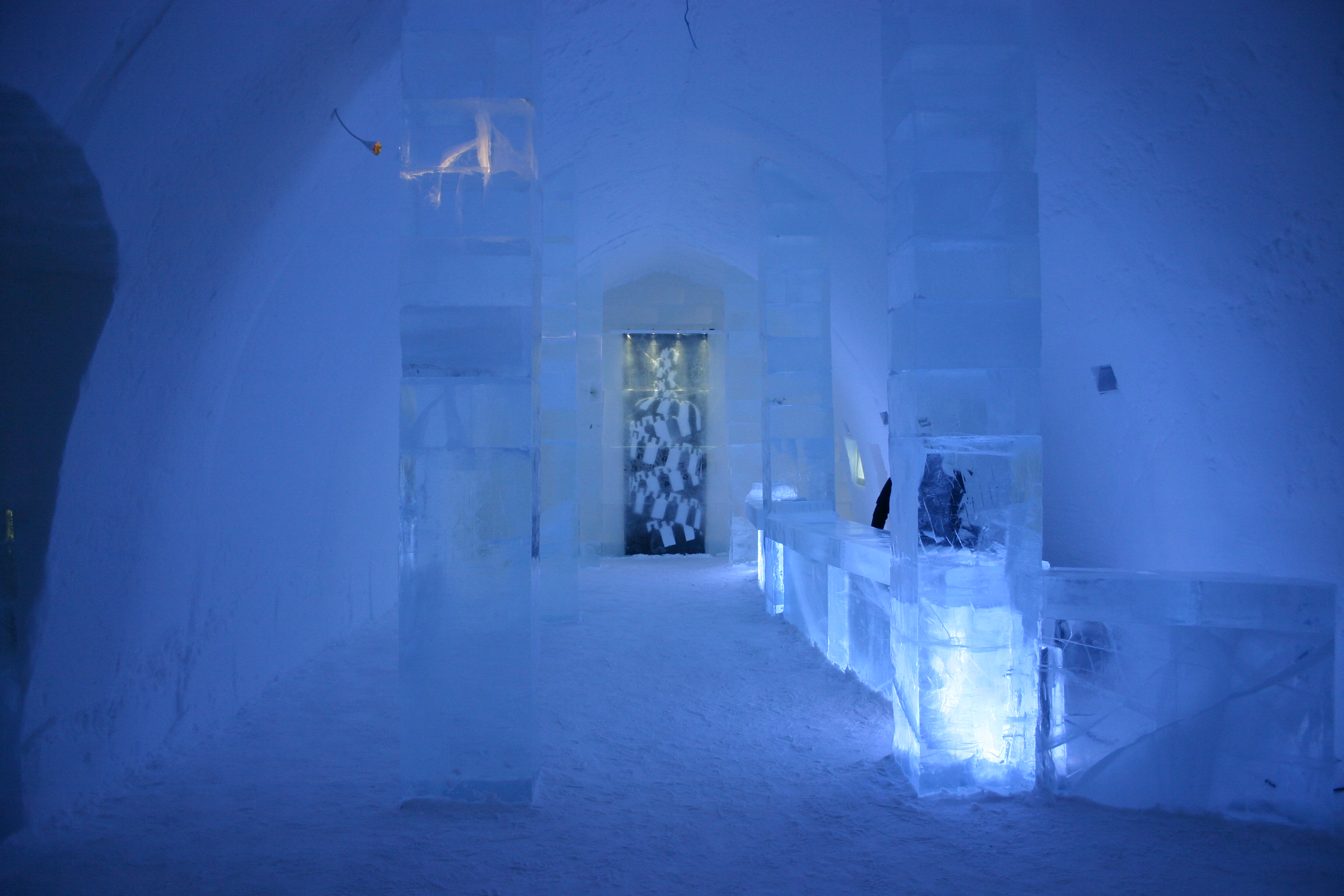
Ледяной отель возле деревушки Юккасъярви, Швеция (2005 год)

Ледяной отель — обычно существующий недолгое время отель из снега, скульптурных блоков изо льда, в некоторых случаях — со стальным каркасом. Подобные сооружения возводятся на средства спонсоров и имеют специальные функции для путешественников, которых привлекают новинки и необычные условия, поэтому классифицируются как гостиницы для туристов. Их холлы часто украшены ледяными скульптурами, а еда и напитки соответствуют обстановке.
Подобные сооружения возводятся в Швеции, Канаде, Норвегии, Румынии, Финляндии. В 2016 году первый ледяной отель появился в России — на Камчатке.

## Швеция
Первым ледяным отелем в мире стал Icehotel в деревне Юккасъярви, примерно в 17 км от Кируны, Швеция; он возводится каждый год в период с декабря по апрель. В 1989 году японские художники по льду посетили этот район и открыли выставку ледяного искусства. Весной 1990 года французский художник Жан Дери провёл выставку в цилиндрическом иглу в этой области.
Однажды ночью в городе не оказалось свободных гостиничных номеров, поэтому некоторые из его посетителей попросили разрешения переночевать в выставочном зале. Они спали в спальных мешках из оленьей кожи и стали первыми постояльцами отеля, оставшимися в нем на ночлег.
Весь отель, его мебель (за исключением кроватей) и утварь сделаны из снега и ледяных блоков, взятых из реки Турне-Эльв, даже стаканы в баре изготовлены изо льда.

## Канада
Первый отель изо льда в Канаде — The Hôtel de Glace — появился в январе 2001 года. Первоначально он был расположен на берегу Лак-Сен-Жозеф, Квебек, в 30 минутах к северу от Квебек-Сити, но с тех пор переместился ближе к городу, в 10 минутах езды от Старого города Квебек. Отель функционирует с первой недели января по последнюю неделю марта. Это первый в мире отель, в котором даже кровати (и всё остальное) сделано изо льда.

## Финляндия
В Финляндии в 1996 году в первый раз был сооружён отель «Снежный замок» в городе Кеми в Лапландии. Это самый большой ледяной отель в мире.